# STS-81
STS-81 e осемдесет и първата мисия на НАСА по програмата Спейс шатъл и осемнадесети полет на совалката Атлантис. Това е седми полет по програмата Мир-Шатъл и пето скачване на совалката с орбиталната станция Мир. По време на мисията е направена втората смяна на американския астронавт в орбита. За втори път в полет е двойният модул Спейсхеб, служещ за разширяване обема на совалката.

## Екипаж
| Пост                    | Астронавт                                                                                              |
| ----------------------- | --- |
| Командир                | Майкъл Бейкър четвърти космически полет                                                                |
| Пилот                   | Брент Джет втори космически полет                                                                      |
| Специалист на мисията 1 | Джон Грунсфелд втори космически полет                                                                  |
| Специалист на мисията 2 | Марша Айвънс четвърти космически полет                                                                 |
| Специалист на мисията 3 | Питър Уайсоф трети космически полет                                                                    |
| Специалист на мисията 4 | при старта: Джери Лененджър втори космически полет при приземяването: Джон Блаха пети космически полет |

## Полетът
STS-81 е петата от деветте планирани мисии на совалките до космическата станция „Мир“. По време на този полет става втората смяна в орбита на американския член на екипажа на Основна експедиция 22 (ОЕ-22). Джон Блаха пристига в космоса на 16 септември с мисия STS-79. На негово място пристига за около 4 месеца полет Джери Лененджър, който се завръща през май 1997 г. с екипажа на мисия STS-84, заменен от Майкъл Фоул.
STS-81 е трети полет на модула Спейсхеб в посока на „Мир“ и втори полет в двойна конфигурация. В предната част на двойния модул се провеждат експериментите от екипажа по време, преди и след скачването на совалката със станцията. В кърмовата част на двойния модул се е намирало логистичното оборудване, което е предназначено за „Мир“ и включва храна, облекло, експерименти, и доставка на резервно оборудване.
Совалката и станцията се скачват в 03:54 UTC на 15 януари. На борда на станцията, освен американеца Блаха се намират и командирът на ОЕ-22 Валерий Корзун и бординженера Александър Калери.
По време на петдневния съвместен полет се прехвърлят около 2722 кг от совалката на станцията (около 725 кг вода, около 516 кг американско научно оборудване и около 1 тон руско оборудване). Това е нов рекорд за доставка на товари до „Мир“ от совалка. Обратно на Земята „Атлантис“ връща 570 кг материали от американски научни експерименти, 405 кг руски товари и 97 кг други материали.
Някои от експериментите, провеждани по време на полета:
- оранжерия за отглеждане на растения;
- експерименти с фотографиране на Земята по поръчка на деца от няколко училища;
- наблюдение на ефектите от космическата радиация върху оранжерията (Cosmic Radiation and Effects Monitor (CREAM);
- система за стабилизация и изолиране на неблагоприятните вибрации (Treadmill Vibration Isolation and Stabilization System – TVIS);
- откриване на станцията и поведение на совалката при двигателна недостатъчност.

## Параметри на мисията
- Маса на полезния товар:
  - „Spacehab“ – двоен модул: 4774 кг
  - Система за скачване на совалката: 1821 кг
- Перигей: 368 км
- Апогей: 386 км
- Инклинация: 51,7°
- Орбитален период: 92.1 мин

Скачване с „Мир“
- Скачване: 15 януари 1997, 03:54:49 UTC
- Разделяне: 20 януари 1997, 02:15:44 UTC
- Време в скачено състояние: 4 денонощия, 22 часа, 20 минути, 55 секунди.

## Галерия
- Стартът на совалката
- Орбиталния комплекс „Мир“, фотографиран от борда на совалката „Атлантис“
- Специалистите на мисията Джери Лененджър, Джон Блаха, Питър Уайсоф по време на полета
- Краят на мисията